# Độc lập Hồng Kông
Độc lập Hồng Kông (tiếng Trung: 香港獨立) là một phong trào chính trị ủng hộ chủ quyền của Hồng Kông. Hồng Kông là một trong hai khu vực hành chính đặc biệt (SAR) của Trung Quốc được hưởng quyền tự trị cao so với đại lục thuộc Cộng hòa Nhân dân Trung Hoa (PRC), được bảo đảm theo Điều 2 của Luật cơ bản Hồng Kông được phê chuẩn theo tuyên bố chung Trung-Anh. Kể từ khi chủ quyền của Hồng Kông được chuyển giao từ Vương quốc Anh sang Trung Quốc vào năm 1997, ngày càng nhiều người Hồng Kông lo ngại về sự xâm lấn của Bắc Kinh đối với các quyền tự do của lãnh thổ và sự thất bại của chính quyền Hồng Kông trong việc cung cấp "nền dân chủ thực sự".
Phong trào độc lập hiện nay xuất hiện sau cuộc cải cách bầu cử Hồng Kông năm 2014 đã chia rẽ sâu sắc lãnh thổ, vì nó cho phép người Hồng Kông có quyền bầu cử phổ thông có điều kiện khi Bắc Kinh có thẩm quyền sàng lọc các ứng cử viên tương lai cho Đặc khu trưởng Hồng Kông (CE), quan chức cao cấp nhất của lãnh thổ này. Nó châm ngòi cho các cuộc biểu tình chiếm đóng lớn trong 79 ngày được mệnh danh là "Cuộc cách mạng ô dù". Sau các cuộc biểu tình, nhiều nhóm chính trị mới ủng hộ độc lập hoặc tự quyết đã được thành lập khi họ coi nguyên tắc "Một quốc gia, hai chế độ" đã thất bại. Theo một cuộc khảo sát do Đại học Hồng Kông (CUHK) thực hiện vào tháng 7 năm 2016, gần 40% người Hồng Kông trong độ tuổi từ 15 đến 24 ủng hộ lãnh thổ này trở thành một thực thể độc lập, trong khi 17,4% số người được hỏi ủng hộ độc lập, mặc dù chỉ có 3,6% nói rằng họ nghĩ việc này là "có thể". 69,6% số người được hỏi hỗ trợ duy trì '1 quốc gia 2 hệ thống'. Chỉ có hơn 13% số người được hỏi ủng hộ việc quản trị trực tiếp của Trung Quốc.